# Uil
Der Uil (kasachisch Ойыл Ojyl; russisch Уил Uil) ist ein Fluss im Nordwesten von Kasachstan.
Der Uil entspringt im Mugodschar-Gebirge. Der Fluss verläuft in überwiegend westlicher Richtung durch die Gebiete Aqtöbe, Westkasachstan und Atyrau. Dabei durchfließt er den zentralen Teil des Poduralski-Plateaus. Der Flusslauf endet in dem in der Kaspischen Senke gelegenen abflusslosen Salzsee Aqtöbe. Wichtigste Nebenflüsse des Uil sind Kiyl von rechts und Aschtschyojyl von links.
Der Uil hat eine Länge von 800 km. Das Einzugsgebiet umfasst 31.500 km². Der Fluss wird hauptsächlich von der Schneeschmelze gespeist. Die maximalen Abflüsse im Unterlauf erreichen bis zu 260 m³/s. Im Sommer fällt der Flusslauf streckenweise trocken. Zwischen Ende November und Ende März gefriert der Uil gewöhnlich. Ein Teil des Flusswassers wird zu Bewässerungszwecken abgeleitet.